# Перекрёстный допрос
Перекрёстный допро́с (англ. Cross-examination) — вид допроса свидетеля в суде, в ходе которого вопросы свидетелю могут задаваться любой стороной, участвующей в деле. Перекрёстный допрос проводится после основного (главного, первичного) допроса, в ходе которого вопросы имеет право задавать только ограниченное число участников процесса.
Смысл перекрёстного допроса состоит в том, чтобы получить от свидетеля ответы на вопросы, интересующие всех участников процесса. Когда вопросы задаются ограниченным составом участников, их содержание может быть недостаточным для получения от свидетеля всех известных ему сведений, которые могут иметь значение для дела. Например, сторона обвинения или истца склонна формулировать вопросы так, чтобы ответы на них только подкрепляли её позицию, и воздерживаться от «невыгодных» вопросов. В этом случае со стороны защиты или ответчика могут быть заданы дополнительные вопросы, побуждающие свидетеля сообщить недостающие сведения.
Термин «перекрёстный допрос» официально используется в англо-американской правовой системе. В правовой системе РФ он применяется лишь неофициально, а порядок допроса свидетелей установлен ст. 177 ГПК РФ
и ст. 278 УПК РФ.
Эффективное ведение перекрёстного допроса требует от каждой из сторон значительного опыта и искусности. Требуется получить от каждого свидетеля максимум сведений в пользу своей стороны, при этом избежав огласки сведений, которые могут быть невыгодны, и поставив под сомнения сведения, которые могут быть выгодны противоположной стороне.